# Agariste (mãe de Péricles)
Agariste foi a mãe de Péricles.
Agariste era filha de Hipócrates, o irmão de Clístenes; Hipócrates e Clístenes eram filhos de Mégacles e Agarista de Sicião, filha de Clístenes (tirano de Sicião).
Hipócrates, o pai de Agariste, também teve outro filho chamado Mégacles.
Agariste se casou com Xantipo, filho de Ariphron; Xantipo foi arconte de Atenas, e comandou a frota grega, junto com Leotíquides II (rei de Esparta), que derrotou os persas na batalha de Mícale.
Quando Agariste estava grávida, ela teve um sonho, de que ela estava dando à luz um leão; poucos dias depois nasceu Péricles. Os textos antigos mencionam outro filho de Xantipo, Ariphron, mas sua mãe não é mencionada.